# القيادة الجنوبية للجيش الإسرائيلي

شعار شارة كتف القيادة الجنوبية

القيادة الجنوبية للجيش الإسرائيلي (تختصر بادام) (بالعبرية: פיקוד הדרום بيكود هدروم، وتختصر פד"ם بادام) هي قيادة إقليمية عسكرية للجيش الاسرائيلي، ويقع مركزها القيادي الرئيسي في بئر السبع، وهي المسؤولة عن كل وحدة من الوحدات العسكرية التي تقع في منطقة غزة ، والنقب، وادي عربة، وإيلات. والقائد الحالي لها الجنرال سامي ترجمان.